# Regitze Barner
Regitze Vilhelmine Louise Augusta (von) Barner (28. februar 1834 i København – 2. december 1911 på Vallø Stift) var en dansk adelsdame og filantrop.
Regitze von Barner var datter af amtsforvalter Conrad Vilhelm von Barner (1799–1873) og Jacobine Marie Castenschiold (1808–1862). Da hun var otte år, blev forældrene skilt og hun opholdt sig på skift hos faderen i Køge og moderen i København. Moderen blev i 1850 gift med Jacob Erslev og fødte i dette ægteskab Kristian Erslev, der altså var en halvbror til Regitze.
Som 16-årig blev hun kristelig vakt ved i Garnisonskirken at lytte til Nicolai Gottlieb Blædel og engagerede sig derefter i filantropisk arbejde og var bl.a. i Køge med til at indrette et børneasyl. Som 25-årig flyttede hun hjemmefra og lejede sig ind hos pastor Blædel, hvor hun bl.a. mødte Louise Conring fra Fødselsstiftelsen. De kom fra 1863 til at arbejde sammen om Diakonissestiftelsen, Barner som bestyrelsesmedlem og Conring som forstanderinde. Barner var også forfatteren til Nogle Meddelelser om Diakonissegjerningen i ældre og nyere Tid, der blev udgivet anonymt i 1862.
Den væsentligste indsats kom dog til at ligge i Fængselsselskabet, der var blevet oprettet i 1843 med formålet at besøge indsatte og påvirke dem kristeligt. I 1865 blev hun direktrice for selskabet, og i 1877 kunne Lindevangshjemmet på Lindevangs Allé på Frederiksberg indvies efter hendes initiativ. Her kunne løsladte kvinder opholde sig og lære husgerning, så de havde en bedre chance for at ernære sig selv ved andet end kriminalitet.
1879 stiftede hun Foreningen til Værn for enligt stillede Kvinder og blev dens første formand. Foreningen koncentrerede sig om at hjælpe tilflyttende unge kvinder med at finde et billigt sted at bo og et arbejde, så de ikke endte i prostitution. 1889 åbnede foreningen et såkaldt værnehjem med navnet Bethania i Helgolandsgade, og Barner flyttede selv ind i en lejlighed der.
I 1899 flyttede hun fra værnehjemmet til stiftelsen Vesterled, der var et hjem for gamle ugifte kvinder af borgerstanden, som Barner havde arbejdet for oprettelsen af siden 1896, hvor værneforeningen havde modtaget en testamentarisk gave på 10.000 kr., og hun af bestyrelsen fik lov til at anvende dem som grundlaget for den nye stiftelse.
Fra 1904 tilbragte hun somrene på Vallø Adelige Frøkenkloster, hvortil hun 1911 flyttede og kort efter døde.
1892 modtog hun Fortjenstmedaljen i guld.
Hun døde 1911 og er begravet på Vallø Stifts Kirkegård. Der findes et maleri fra 1903 af Bertha Wegmann i Vesterled og en buste fra 1903 af Augusta Finne sammesteds. Desuden fotografier af Jens Petersen og Julie Laurberg.